# Kampala City Council Football Club
Il Kampala City Council Football Club è una società calcistica ugandese con sede a Kampala.
Fondato nel 1967, il clib milita nella Uganda Super League, la massima serie calcistica ugandese.

## Storia
IL KCC è stata la prima squadra ad affermarsi a livello internazionale, vincendo la Coppa CECAFA per club 1978, battendo in finale i tanzaniani del Simba. Tra i protagonisti di questo periodo di successi, a cavallo tra gli anni '70 e anni '80 del XX secolo, è da ricordare Phillip Omondi, considerato uno dei più grandi calciatori della storia ugandese.

## Rosa 2010-2011
| N. |                   | Ruolo | Calciatore       |
| -- | ----------------- | ----- | ---------------- |
| 1  | Zambia (bandiera) | P     | Moses Musoke     |
| 2  | Uganda (bandiera) | A     | Tommy Okello     |
| 3  | Uganda (bandiera) | A     | Anthony Bongole  |
| 4  | Uganda (bandiera) | C     | Charles Ssemanda |
| 5  | Uganda (bandiera) | D     | Asuman Buyinza   |
| 6  | Kenya (bandiera)  | D     | Tonny Okello     |
| 8  | Uganda (bandiera) | C     | Olinga           |
| 9  | Uganda (bandiera) | D     | Richard Malinga  |
| 10 | Uganda (bandiera) | D     | Joseph Ocaya     |

| N. |                   | Ruolo | Calciatore     |
| -- | ----------------- | ----- | -------------- |
| 11 | Zambia (bandiera) | D     | Kachanga       |
| 12 | Uganda (bandiera) | D     | Mustafa Kizza  |
| 13 | Uganda (bandiera) | C     | Molly Bwekwaso |
| 14 | Uganda (bandiera) | A     | Martin Muwanga |
| 15 | Uganda (bandiera) | D     | Caesar Sepewo  |
| 16 | Uganda (bandiera) | C     | Willy Kavuma   |
| 17 | Uganda (bandiera) | P     | Bagala         |
| 18 | Kenya (bandiera)  | D     | Martin Olobo   |
| 19 | Benin (bandiera)  | A     | Ghedebrav Joe  |

## Palmarès

### Competizioni nazionali
- Uganda Super League: 13

1976, 1977, 1981, 1983, 1985, 1991, 1997, 2008, 2012-2013, 2013-2014, 2015-2016, 2016-2017, 2018-2019
- Coppa d'Uganda: 10

1979, 1980, 1982, 1984, 1987, 1990, 1993, 2004, 2017, 2018

### Competizioni internazionali
- Coppa Kagame Inter-Club: 1

2019

### Altri piazzamenti
- Uganda Super League:

Secondo posto: 1974, 1975, 1978, 1979, 1982, 1984, 1996, 2000, 2001, 2004, 2008-2009, 2010-2011, 2017-2018
Terzo posto: 1980, 1987, 1989, 1990, 1993, 1994, 2002, 2002-2003, 2014-2015
- Coppa d'Uganda:

Finalista: 1983, 1985, 1994, 2005, 2006-2007, 2013-2014, 2014-2015
Semifinalista: 1987, 1996, 1998, 2001
- Coppa CAF:

Semifinalista: 1997
- Coppa Kagame Inter-Club:

Finalista: 1979
Semifinalista: 2014, 2015